# Trachylepis margaritifera
Espèce
Synonymes
- Euprepes margaritifer Peters, 1854
- Mabuya margaritifera (Peters, 1854)
- Euprepis margaritiferus (Peters, 1854)
- Mabuya obsti Werner, 1913

Statut de conservation UICN

 LC  : Préoccupation mineure
Trachylepis margaritifera est une espèce de sauriens de la famille des Scincidae.

## Répartition

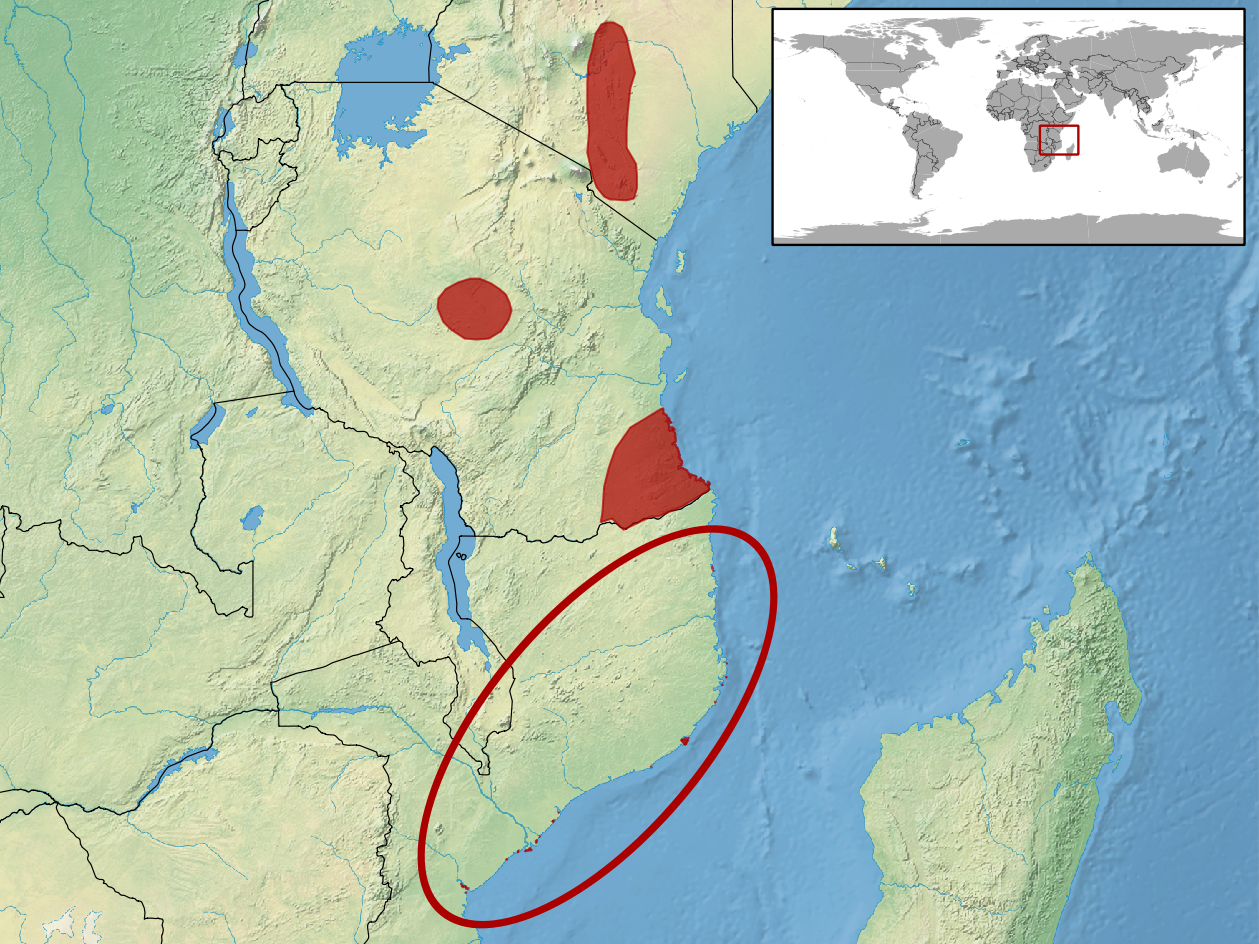
Répartition de l'espèce.

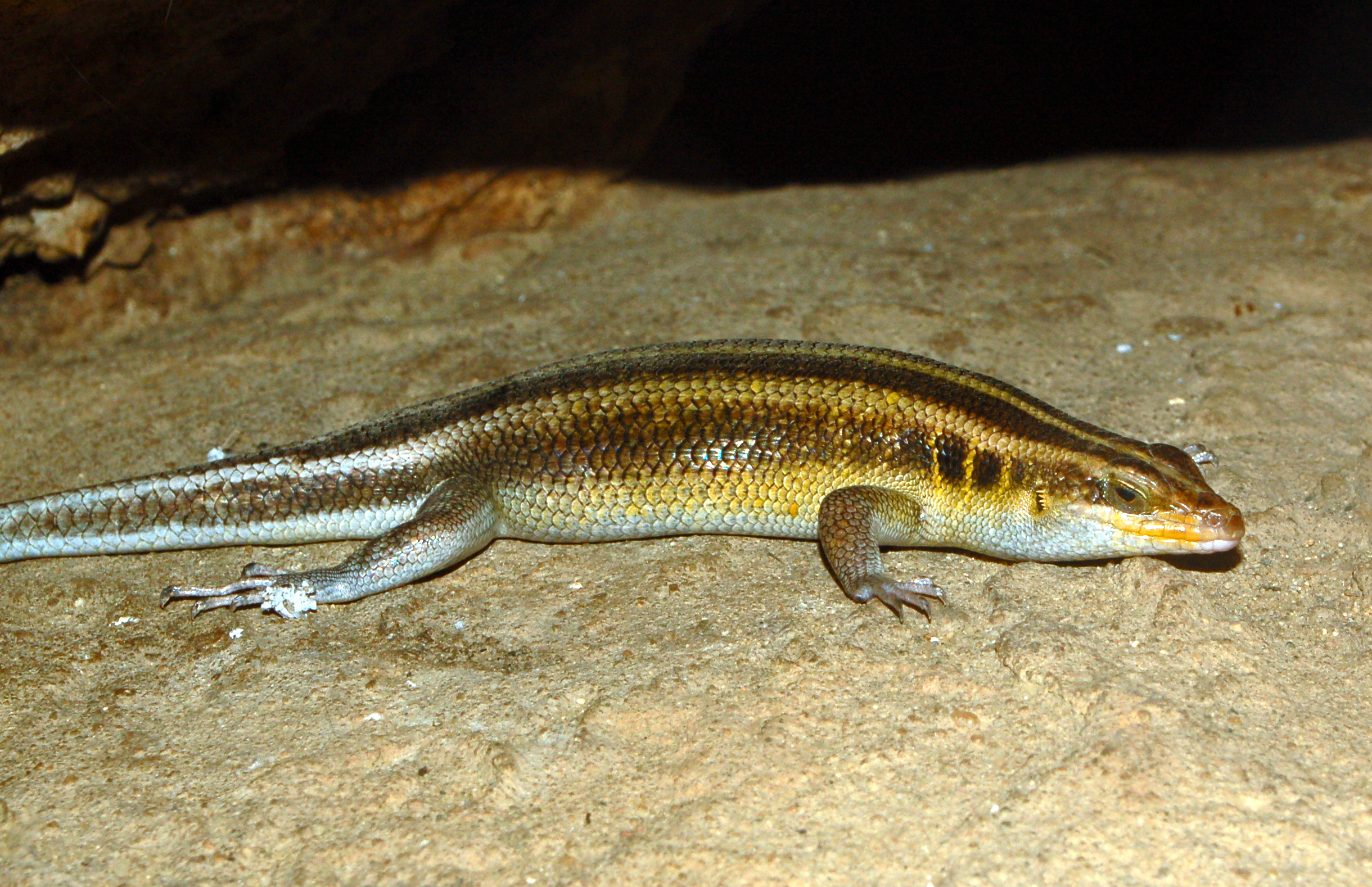

Cette espèce se rencontre au Botswana, au Burundi, en République démocratique du Congo, au Kenya, au Lesotho, au Malawi, au Mozambique, au Rwanda, en Afrique du Sud, au Swaziland, en Tanzanie, en Ouganda, en Zambie et au Zimbabwe.

## Description

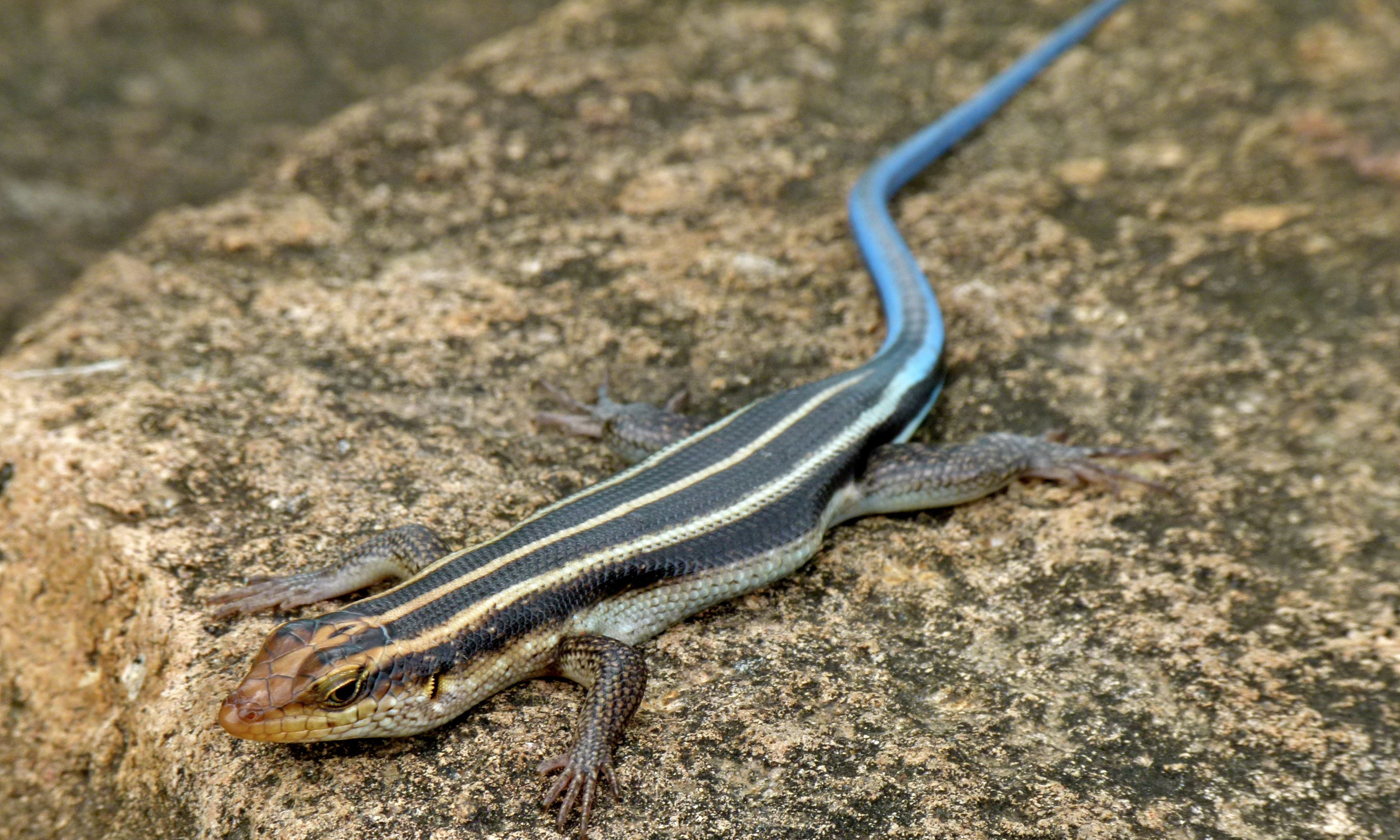
Femelle (Parc national Kruger, Afrique du Sud)
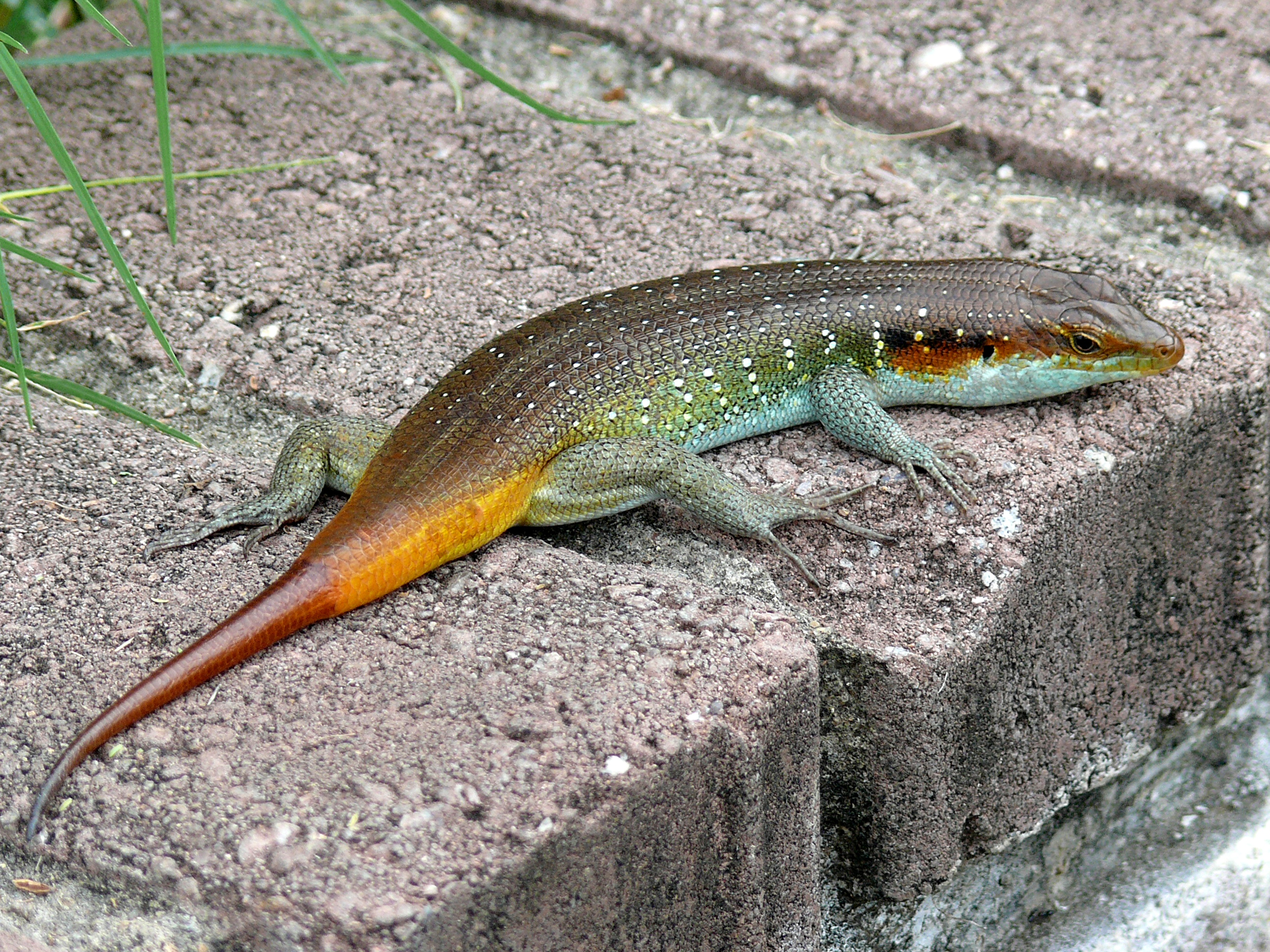
Mâle (Parc national Kruger, Afrique du Sud)

## Publication originale
- Peters, 1854 : Diagnosen neuer Batrachier, welche zusammen mit der früher (24. Juli und 17. August) gegebenen Übersicht der Schlangen und Eidechsen mitgetheilt werden. Bericht über die zur Bekanntmachung geeigneten Verhandlungen der Königlich preussischen Akademie der Wissenschaften zu Berlin, vol. 1854, p. 614-628 (texte intégral).